# Султан Кабус джамия
Султан Кабус джамия (на арабски: جامع السلطان قابوس الكبير) е ибадистка джамия в град Маскат, столицата на Оман.
Построена е през 1995-2001 година в ислямски стил, като главен изпълнител на строежа е британската компания „Карилиън“. Основното минаре е с височина 90 m, а главната молитвена зала има размери 74,4 x 74,4 m. Капацитетът на джамията е 20 хиляди души.